# 이치노다니 아사쿠라씨 유적

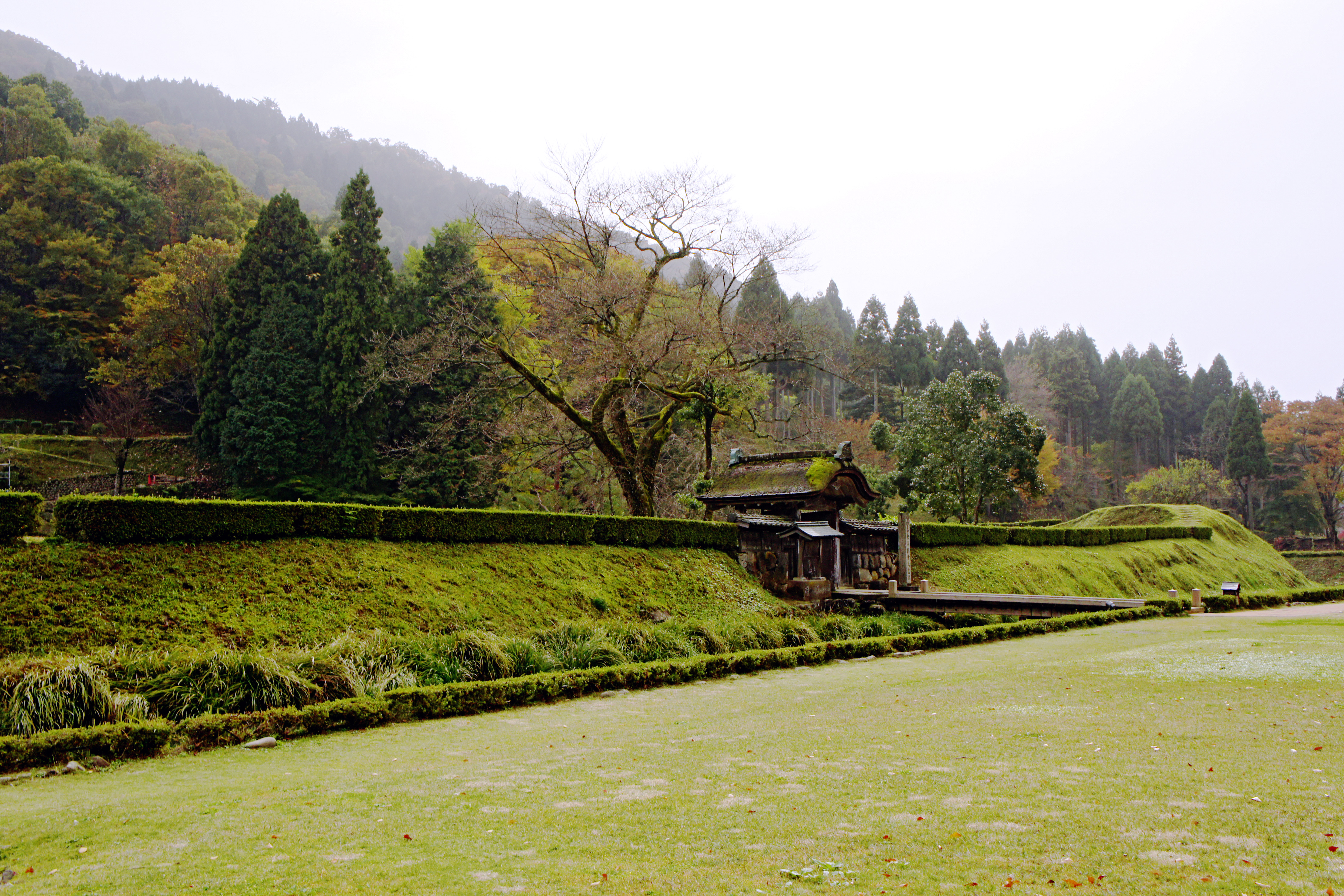
이치노다니 아사쿠라씨 유적

이치노다니 아사쿠라씨 유적(一乗谷朝倉氏遺跡 이치노다니 아사라시 이세키[*])은 일본 후쿠이현 후쿠이시에 있는 유적이다. 센고쿠 시대의 이치노다니성(一乗谷城 이치조다니조[*])을 중심으로 에치젠국을 지배한 센고쿠 다이묘 아사쿠라씨의 유적이다.
유적 전체(면적 278헥타르)가 국가 특별사적으로, 그 중 4개의 일본정원은 특별명승으로 지정되었다.

## 같이 보기
- 일본의 관광